# Den Helder
Den Helder (do roku 1928 jen Helder) je město a přístav na severním cípu nizozemské provincie severní Holandsko, přibližně 60 km severně od Amsterdamu. Severně od města se nachází ostrov Texel.
Den Helder je domovskou námořní základnou pro nizozemské královské námořnictvo (od roku 1815, oficiálně pak od roku 1947). Ve městě se nachází vojenská Akademie královského námořnictva a také Muzeum královského námořnictva.
V Den Helderu začíná severoholandský vodní kanál vedoucí jižně (dokončený v roce 1824), který končí v hlavní městě Amsterodamu. V centru města končí na hlavové stanici železnice vedoucí z jihu od města Alkmaar. 
Jižně od městské zástavby se nachází malé stejnojmenné letiště.